# Reigomys
Reigomys primigenus es un roedor oryzomyino extinto conocido de yacimientos del Pleistoceno en el departamento de Tarija, sureste de Bolivia. Se conoce por una serie de mandíbulas y molares aislados que demuestran que sus molares eran casi idénticos a los del Lundomys viviente. Por otra parte, el animal posee una serie de rasgos derivados del paladar que documentan una relación más estrecha con los Holochilus vivientes, el género de ratas de pantano sudamericanas, y por esta razón se colocó en el género Holochilus cuando se describió por primera vez en 1996. Los descubrimientos posteriores de Noronhomys y Carletonomys, que pueden estar más estrechamente relacionados con Holochilus que H. primigenus, han puesto en duda su inclusión en Holochilus, y finalmente se convirtió en la especie tipo de un género separado, Reigomys.

## Taxonomía
El material de Reigomys primigenus fue recogido en 1924 y 1927 por Elmer Riggs del Museo Field de Historia Natural, pero el animal no fue descrito hasta 1996, cuando Scott Steppan lo nombró formalmente como una nueva especie del género Holochilus y lo diagnosticó, contrastándolo con especies relacionadas. El material recogido por Riggs incluye nueve mandíbulas, tres maxilares y cinco molares aislados. El nombre específico que Steppan dio al animal, primigenus, significa «primitivo» en latín y se refiere a las características primitivas del animal en comparación con sus parientes Holochilus y Lundomys. Para determinar las relaciones de su nueva especie, Steppan llevó a cabo un análisis cladístico, en el que también incluyó a los orizomicetos Holochilus, Lundomys, Pseudoryzomys y Cerradomys, así como al no orizomiceto Sigmodon. Sus resultados apoyaron una estrecha relación entre R. primigenus y los actuales Holochilus, con Lundomys y Pseudoryzomys más distante.
En 1999 se describió otro roedor del mismo grupo: Noronhomys, una especie recientemente extinguida de la isla brasileña de Fernando de Noronha. Michael Carleton y Storrs Olson, que describieron el animal, argumentaron que Holochilus primigenus estaba probablemente fuera del clado de Noronhomys y Holochilus existentes y que H. primigenus probablemente debería ser excluido del género.  Cuando Ulyses Pardiñas describió otro roedor extinto de este grupo, Carletonomys, del Pleistoceno de Argentina, sugirió que H. primigenus debería colocarse en su propio género debido a su mosaico de características similares a Holochilus y Lundomys.
El análisis filogenético realizado por Machado et al. (2014) confirmó que los miembros vivos del género Holochilus están más estrechamente relacionados con Noronhomys y Carletonomys que con H. primigenus. Los autores trasladaron H. primigenus a su propio género, que denominaron Reigomys.

## Descripción
Reigomys primigenus era una rata grande, aunque más pequeña que Lundomys y Holochilus vivos, caracterizada por una corona en forma de S («sigmodont») en el tercer molar inferior. Los rasgos de los molares son casi indistinguibles de los de Lundomys e incluyen cúspides situadas una frente a otra, valles del esmalte que apenas llegan a la línea media de los molares y mesolófidos y mesolófidos (crestas accesorias) cortos. Otros rasgos notables son una mandíbula robusta con una apófisis coronoides muy ascendente, forámenes incisivos cortos (perforaciones de la parte anterior del paladar) que apenas se extienden entre los primeros molares y un paladar óseo corto que apenas se extiende más allá de los terceros molares, todos ellos compartidos con las especies existentes de Holochilus, a excepción de Lundomys. También, a diferencia de Lundomys, hay una pequeña raíz adicional presente en el lado labial (exterior) del primer molar superior. En ocho especímenes que pudieron ser medidos, la longitud de la hilera dentaria inferior es de 6,79 a 7,58 mm, con una media de 7,28 mm; el primer molar inferior es de 2,62 a 3,08 mm de largo. 62 a 3,08 mm de largo, con un promedio de 2,89 mm, y 1,75 a 1,93 mm de ancho, con un promedio de 1,85 mm en siete dientes medidos; la única hilera dentaria superior completa conservada mide 6,64 mm de largo; y el primer molar superior mide 2,63 a 2,70 mm de largo y 2,03 mm de ancho en dos especímenes.

## Distribución y ecología
Restos de Reigomys primigenus provienen de varias localidades en sedimentos fluviales de la Formación Tarija en el Departamento de Tarija, que han sido fechados paleomagnéticamente para hace aproximadamente 0,7 a 1,0 millones de años (crones Clr.ln a Cln temprano, edad de mamíferos terrestres sudamericanos Ensenadense). Otros roedores sigmodontinos hallados allí son Andinomys, Calomys, Kunsia, Nectomys, Oxymycterus, Phyllotis y otro akodontino, probablemente Akodon, Necromys o un género relacionado. Los depósitos fueron depositados por un río y el paleoambiente era probablemente una llanura aluvial o un canal. Reigomys primigenus no se conoce en ninguna otra localidad y se considera extinto.